# Journal of Vegetation Science
Journal of Vegetation Science (J Veg Sci) ist eine internationale Fachzeitschrift für Vegetationsökologie und Community Ecology mit einem Peer-Review-Verfahren.
Sie wird herausgegeben von der International Association for Vegetation Science. Die Zeitschrift belegt Platz 69 von 449 Ökologiejournalen. Sie  veröffentlicht vor allem Artikel über Pflanzengesellschaften und Makroökologie der Vegetation.
Das Journal of Vegetation Science wurde 1990 gegründet, weil die Zeitschrift Vegetatio – das inoffizielle Publikationsorgan der International Association of Vegetation Science – unabhängig von der Fachgesellschaft war und gleichzeitig Änderungswünsche bestanden und eine enorme Kostensteigerung bei Vegetatio stattfand. Der erste Chefredakteur des Journals war Eddy van Maarel, der zuvor bei Vegetatio Chefredakteur war, und er blieb es bis 1999. Seither gibt es in der Regel vier Personen in der Chefredaktion. Im Jahr 1998 wurde das Schwesterjournal Applied Vegetation Science für angewandte Themen erstmalig herausgegeben.